# Drobeta bullata
Drobeta bullata är en fjärilsart som beskrevs av William Schaus 1911. Drobeta bullata ingår i släktet Drobeta och familjen nattflyn. Inga underarter finns listade i Catalogue of Life.